# Rostysław Semenczenko
Rostysław Ołeksandrowycz Semenczenko, ukr. Ростислав Олександрович Семенченко (ur. 1 września 2003 w Bielajewce, w obwodzie odeskim) – ukraiński futsalista, grający na pozycji gracza "uniwersalnego", czyli pomocnika lub napastnika lub obrońcy.

## Kariera piłkarska
Wychowanek Szkoły Sportowej w Bielajewce oraz klubu Illicziweć Czarnomorsk. W 2020 jako siedemnastolatek rozpoczął karierę piłkarską w futsalowym klubie InBew. Jednak po zakończeniu sezonu 2020/21 klub został rozwiązany i zawodnik przeniósł się do drugoligowego SkyUp Futsal. W styczniu 2022 został zaproszony do pierwszoligowego klubu CLUST z Kijowa, który przed startem sezonu 2023/24 połączył się z Aurorą.

## Kariera reprezentacyjna
W latach 2020–2022 występował w juniorskiej reprezentacji Ukrainy. W 2023 zadebiutował w narodowej reprezentacji Ukrainy. W 2024 zagrał we wszystkich 7 meczach w składzie Zbirnej w turnieju finałowym Mistrzostw Świata w Uzbekistanie, strzelając jednego gola w ćwierćfinale z Wenezuelą, a także zaliczył 3 asysty na turnieju oraz strzelił samobója w półfinale z Brazylią. W rezultacie, po pokonaniu Francuzów w meczu o trzecie miejsce mistrzostw świata, Ukraińcy zdobyli brązowe nagrody, a Semenczenko został uznany za najlepszego zawodnika tego meczu, a także otrzymał Brązową Piłkę jako jeden z najlepszych zawodników Mistrzostw Świata.

## Sukcesy i odznaczenia

### Sukcesy piłkarskie
reprezentacja Ukrainy
- brązowy medalista mistrzostw świata: 2024

CLUST Kijów
- ćwierćfinalista Mistrzostw Ukrainy: 2022/23

Aurora Kijów
- ćwierćfinalista Mistrzostw Ukrainy: 2023/24
- finalista Pucharu Ukrainy: 2023/24

### Sukcesy indywidualne
- najlepszy młody futsalista na świecie (1): 2024[4].
- zdobywca brązowej piłki Mistrzostw Świata (1): 2024
- najlepszy młody zawodnik Ekstraligi (2): 2022/23, 2023/24
- najlepszy zawodnik Ukrainy do lat 17 według wersji portalu futsalowego „5х5”: 2019
- tytuł Mistrza Sportu Ukrainy